# 2022年俄罗斯军事动员
2022年9月21日，俄罗斯入侵乌克兰期间，俄罗斯总统弗拉基米尔·普京发表电视演說，宣布在俄罗斯境内实施部分军事动员，并签署相应的《关于在俄罗斯联邦宣布部分军事动员的法令》（俄語：«Об объявлении частичной мобилизации в Российской Федерации»）。
在預錄的电视讲话中，普京表示部分动员令是俄罗斯国防部和武装力量总参谋部的建议。国防部长谢尔盖·绍伊古称俄罗斯有着“庞大的军事动员储备力量”，不過此次动员计划只征召30万人。从严格意义上说，此次军事动员在宣布当天就正式开始。随着军事动员令正式宣布，以及普京提到使用核武並非空話後，俄罗斯在乌克兰战场的军事行为会进一步加剧。虽然哈尔科夫州中部及东部的俄罗斯军队正大规模撤退，普京还是在演說中强调俄罗斯的预期目标不会改变。
俄罗斯当局此前迟迟不肯宣布军事动员，《莫斯科时报》估计至少搁置了15次计划，而这一次是因为俄军在哈爾科夫州节节败退、支持战争的民族主义者呼声高涨而宣布。纵观历史，俄罗斯在帝国及苏联时期仅宣布过两次动员令，首次为第一次世界大战开始时，第二次为第二次世界大战期间纳粹德国入侵苏联后。

## 背景
动员令宣布之前，乌克兰在哈爾科夫州展开的反攻行动中獲勝，由乌克兰东部亲俄武装控制的頓涅茨克人民共和國和卢甘斯克人民共和国与俄罗斯军事占领的俄占赫尔松和俄占扎波罗热宣布举行加入俄罗斯联邦的公投。
同月21日，据俄罗斯国防部长谢尔盖·绍伊古介绍，俄军至9月有統計到的死亡人数为5,937人，聲稱比以往战争都少，同时90%的伤兵已经重返战场。另据英国广播公司报道，截至9月16日，俄罗斯至少有6,476名军事人员死亡；但相关数据从多个公开来源汇总得出，实际死亡人数可能更多，6,476名可能仅为实际的40%到60%。英国广播公司还估计1,000多名俄军精英死亡，包括70多名飞行员、370多名海军、数百名伞兵、200多名格鲁乌特种队，其中四分之一是军官。而根据乌克兰总参谋部9月21日公布的数据，俄军损失了55,100人。
俄罗斯社会学家尼古拉·米特罗欣認為乌克兰之所以在哈尔科夫反攻行动中大胜，是因为俄军兵力大量损失，加上大量民众拒绝上前线。政治学家塔蒂亚娜·斯塔诺瓦（Tatiana Stanovaya）认为普京本人是反对军事动员的，但他又想为前线补充兵力，防止乌军在其他地区取得同样的突破，所以才发起动员。社会学家格里高利·尤丁认为普京受到幕僚中的激进派施压，升级局势是向他们作出必要的让步。

### 之前的动员
据《莫斯科时报》统计，自战争爆发以来，俄罗斯当局曾15次计划发出动员令，一个星期前就曾三次计划，但最终全部搁置。在2022年4月初，俄罗斯各地的军事委员会就向预备役军人发出传票，当局交由大楼管理员转达的传票没有正确写明征召的原因，外界推测是邀请预备役军人前往各军事登记及征兵办公室签订留队合同。到7月，多家媒体报道俄罗斯准军事组织瓦格纳集团领导人叶夫根尼·普里戈任到俄罗斯各地的犯人流放地视察。据媒体推测，普里戈任此行是要招募曾经在安全部队服役的犯人，之后将这批人转移到高度设防的设施。普里戈任为这批加入瓦格纳集团的囚犯提供赦免、清除案底、一份俄罗斯护照及现金（每月100万卢布，阵亡500万）的报酬。普里戈任此行结束后，图拉州和雅罗斯拉夫尔州两处流放地的囚犯被地区电信（Зонателеком）暂停与外界的通信。9月，位于马里埃尔共和国的6号政权流放地传出一条视频，证实普里戈任本人亲自招募犯人。

## 电视讲话
莫斯科时间上午9点，普京录制了宣布局部军事动员的电视讲话。在讲话中，普京表示俄罗斯正和“西方世界集体”开战，並強調可能会用到核武器，這是首次明確提到使用核武。对于此次动员，普京表示动员对象仅限“预备役公民”，主要是以前服役过的公民。此外，普京宣布被征召的公民会获得等同于部队军事人员的待遇。
莫斯科时间（UTC+3）上午10点，预先录制好的电视讲话正式播出，方便俄罗斯全国各地同时收到通知。讲话播出后，国家杜马立刻修订了《俄罗斯刑法》中的有关条文，“逃避征召”者将被判处最高10年的有期徒刑。在讲话中，普京指责美国和欧洲联盟“核讹诈”俄罗斯，提醒对方俄罗斯也有大量武器。同时，普京也支持俄占乌克兰地区举行公投，认为公投恰恰证明军事动员势在必行。

## 動員令內容
上午9点20分，动员令正式发布，要点如下：
1. 自2022年9月21日（即日）起，俄罗斯联邦宣布局部动员令；
2. 被征召的俄罗斯公民（英语：Citizens of Russia）将到俄罗斯联邦武装力量服役，同时与部队签订合约，按照合约获得等同于部队军事人员的待遇；
3. 为征召进俄罗斯联邦武装力量的俄罗斯联邦公民设立薪酬水平，薪酬水平按照合约而定，与部队军事人员相对应；
4. 除按本法令规定解除兵役人员外，现役军事人员签订的合约继续生效，直至部分军事动员结束；
5. 部分军事动员期间，符合下列解除兵役条件的现役合约军人及被征召俄罗斯联邦公民可免服兵役：（一）达到军人年龄上限的[註 1]；（二）经军方医疗委员会鉴定存在健康问题，不适合服兵役的（有意愿留任可被特定军事人员取代职位者除外）；（三）正执行法庭判决刑期的；
6. 部分军事动员期间，俄罗斯联邦政府需要为军事动员提供资金支持，采取一切必要措施配合俄罗斯联邦武装力量、其他军队、军事编队及机构；
7. 文件机密等级（英语：Classified information in Russia）：仅限官方人员阅读[22]；
8. 俄罗斯联邦主体的最高层级官员必须在俄罗斯联邦国防部为各联邦主体设定的时间及人数范围内完成公民的军事征召。
9. 部分军事动员期间，在军工复合体工作的俄罗斯联邦公民可申请延缓入伍，具体适用对象及申请程序由俄罗斯联邦政府决定。
10. 本法令自正式发布之日起生效[10]。

## 组织过程

### 颁布法令
宣布军事动员的总统令并未说明征召对象仅限预备役人士，但有说年龄过大、存在健康问题、正在服刑人士可免于征召，俄羅斯國防工業的雇员也可以免于征召。
鉴于法令已在俄罗斯政府发布法律法规文件的网站公开，法令第七条（保密条款）已失效。
根据俄罗斯的军事动员法，动员期间，凡在军方有登记的俄罗斯公民会被禁止出境：
|                                                                                       | 自动员令公布之日起，若无联邦执行机构预备役军人军事委员会的批准，在军方有登记的公民将被禁止离开居住地。 |
| ——1997年2月26日第31-FZ号联邦法律《关于俄罗斯联邦军事动员准备及动员的决定》第21条第2则 | |

动员令宣布前一天，国家杜马通过一项引入“战时”及“戒严”概念的投票，新增刑期最高10年的“自行投降罪”及“擅自离队罪”、最高15年的“掠夺罪”，不参加预备役军事训练或逃避征召者也需要承担刑事责任。在“动员”、“战时”及“戒严”违反命令，或是拒绝参加敌对行动及军事行动的，将被处以2到3年有期徒刑。投票还规定聯邦委員會及国家杜马议员免于征召。

### 被征召的公民
根据普京的电视讲话，“只有正处于预备役、有一定军事特长和相关经验的公民才会被征召，特别是曾于武装部队服过役的人”。国防部长绍伊古表示计划动员30万人。《新報》表示俄政府將征召100萬人，Meduza称120万，但均被普京发言人德米特里·谢尔盖耶维奇·佩斯科夫否认。被征召者会接受训练，以便日后前往乌克兰参与軍事行动。收到征召传票的预备役人士将被禁止离境。
政治学家叶卡捷琳娜·舒尔曼指出，根据普京签署的动员令其實沒有做明確限定，代表“任何人都可以被征召，除了在军工复合体工作的雇员”。人权组织区域间人权组织协会主席帕维尔·奇科夫（Pavel Chikov）认为俄罗斯不是根據法律，而是根据国防部开会决定征召谁，从哪里征召，具体征召多少人。

### 实施
鄂木斯克地区的一位征兵官员透露，此次军事动员共分三轮，第一轮为9月26日至10月10日，第二轮为10月11日至10月25日，第三波为10月26日至11月10日。相关说法得到克拉斯諾亞爾斯克邊疆區征兵官员确认。此外，普京在一场会议中宣布农民也属于征召对象。
9月22日，车臣共和国总统拉姆赞·卡德罗夫在“特别军事行动”作战总部会议上表示动员令不适用于车臣，因为车臣早就“超额完成计划”。截至10月4日，俄羅斯全國已有超过20万人应征入伍。
10月6日，俄罗斯总统普京签署总统令，规定目前正在就读的研究生、住院医生以及部分类别的学生可以延迟被部分动员令征召。
10月14日，俄羅斯總統普京表示已經完成動員22萬多人，已被動員的人之中，有3萬多人已被派往部隊，1萬6千人已經執行戰鬥任務。
10月28日，俄罗斯国防部长表示，俄罗斯已经完成了对30万预备役人员的动员，他们将前往乌克兰作战，其中8.2万名被征召者已经被送往前线，剩下的21.8万人正在接受作战训练。
11月1日，俄罗斯国防部长表示，俄罗斯所有地区都完成了部分动员征兵任务，已有8.7万人被派往作战地区。

## 各方反应

### 俄罗斯国内
受局部动员令影响，俄罗斯证券市场下跌。截至莫斯科时间10点43分，俄羅斯MOEX指數急跌4%，RTS指數跌5%。交易所开盘后，美元兑卢布汇率在不到两小时内升至62.61卢布。
大量俄罗斯公民购买机票前往别国。普京电视讲话播出前，9月21日当天前往土耳其伊斯坦布尔及亚美尼亚埃里温的机票均售罄，次日从莫斯科飞往叶里温的单程机票售价高达4241美元（中间经停多站）。Google搜索趋势数据显示俄罗斯机票销售平台“Aviasales”的搜索量突增4倍。俄罗斯通往哈萨克斯坦、格鲁吉亚、白俄罗斯、芬兰和蒙古国等国的陆路边境口岸出现逃亡车龙。據統計共有近20万俄罗斯公民離開了俄羅斯。
另外，“如何折斷一隻手臂”（俄語：Как сломать руку）亦在動員令宣佈後成為俄語Google大熱搜尋字句。同時網路上流傳一段影片，顯示一名俄羅斯男子由朋友協助折斷手臂，該名男子在過程中表現得十分痛苦，似乎是為了避免兵役。
多个团体为受征召人士提供协助。网络组织“方舟”（Ковчег）罗列了一份清单，归纳向军方人员及受征召人士提供建议及人权保障的组织。
俄罗斯各地再度爆发反战抗议。政治团体青年民主运动呼吁全国民众在9月21日晚发动抗议行动。当晚9点57分，俄罗斯全国有38座城市爆发抗议，约1240人参与。据OVD-Info统计，截至9月25日，約至少有2364人在连日的示威活动中被捕。下诺夫哥罗德、羅蒙諾索夫、圣彼得堡、加伊等地的征兵办事处遭示威民众纵火。在伊尔库茨克州乌斯季伊利姆斯克，一名不愿被征召的25岁男子在征兵办事处开枪，有军官受伤。
9月26日，克里姆林宮承認動員令的執行過程犯了錯誤，政府將作出修正。

### 国际社会
欧洲各国及美国的政府代表及外交官认为，普京决定军事动员，恰恰证明俄军在乌克兰战场节节败退，不仅让局势升温，也加剧了俄罗斯领导层的恐慌情绪。部分政府代表表示会继续为乌克兰输送军事装备，协助抗击俄罗斯入侵。乌克兰国家安全与国防事务委员会秘书阿列克谢·达尼洛夫认为部分军事动员的决定是“抛弃俄罗斯人的复杂计划”。乌克兰总统弗拉基米尔·泽连斯基发布一则劝降视频，以俄语劝说俄罗斯民众不要应召：“与其当战争罪犯客死他乡，不如拒绝征召令；与其被打残、在法庭上承担参加侵略战争的罪责，不如逃离罪恶的军事动员。”此外，泽连斯基承诺会以人道方式处置投降的俄军士兵。
荷兰首相马克·吕特称普京的行动是“恐慌的表现”，并补充说核武器的威胁并不令他担心。
英国国防大臣本·华莱士表示，这次动员是俄罗斯失败的证据。
美国驻乌克兰大使布里奇特·布林克表示，“虚假的公投和动员是俄罗斯软弱和失败的标志”。
多个其它西方国家领导人也表达了对于俄罗斯的核威慑的不屑一顾。
德国向不想与乌克兰开战的俄罗斯反对派和应召入伍者提供庇护。俄罗斯邻国拉脱维亚的外交部长埃德加斯·林克維奇斯表示基于安全原因，“不会向逃避动员的俄罗斯公民发放人道主义或其他类型的签证”；波蘭、立陶宛和愛沙尼亞也有類似政策推行；芬兰国防部长安蒂·凯科宁称会密切留意局势，同时考虑收紧俄罗斯公民的入境签证。及後，芬蘭政府決定自同年9月30日起，禁止俄羅斯公民以旅遊或過境簽證入境，而已簽發、但未使用的上述簽證亦會即時作廢。

## 伤亡情况
截至2023年6月23日，BBC News俄语部与Mediazona确认共有2581名被征召的士兵阵亡，其中53人因各种事故在俄罗斯身亡，占整体动员人数的9.9%。不过由于存在战争迷雾的情况，再加上俄乌双方散播假消息，真实人数有待确认。
2023年新年前夕，从萨马拉州征召的新一批士兵在马克耶夫卡军事基地袭击中阵亡，乌克兰方面声称袭击歼灭了400名俄军士兵，另有300人受伤。军事专家向《华尔街日报》表示俄军在武赫萊達爾戰役中的损失惨重，证明动员士兵缺乏军事训练。分析人士认为，俄军之所以有大量装备及人员损失，是因为参战的旅由大量缺乏军事训练的士兵组成。

## 轶事
动员令宣布后，反对派YouTube频道“大众政治”的主持人德米特里·尼佐夫采夫（Dmitry Nizovtsev）假扮征兵办事处工作人员，向俄罗斯一众高管的亲属打电话，骗对方已经发出征召传票，要求他们准时参加入伍前的体检。其中，普京发言人佩斯科夫儿子尼古莱在电话中明确表示拒绝应征：“如果你知道我是佩斯科夫先生的话，你一定明白我去征召是多么错误的事情。我会用其他办法解决这件事。”